# Krwawa uczta
Krwawa uczta (tytuł oryg. Feast) – amerykański horror komediowy z 2005 roku w reżyserii Johna Gulagera. Opowiada o grupie ludzi ukrywających się w barze – muszą oni stoczyć walkę z krwiożerczymi potworami.

## Fabuła
Grupa ludzi ukrywająca się w barze na amerykańskiej pustyni musi stoczyć walkę z krwiożerczymi potworami.

## Odbiór
Film zarobił 54 556 dolarów amerykańskich podczas pierwszego weekendu po premierze w Stanach Zjednoczonych.
W 2005 roku podczas pierwszej edycji Austin Fantastic Fest John Gulager był nominowany do nagrody Jury Prize w kategorii Best Director.